# Йоанис Алеврас
Йоанис Алеврас (на гръцки: Ιωάννης Αλευράς) е гръцки политик от Общогръцкото социалистическо движение.
Роден е през 1912 година в Месини, Пелопонес. Дългогодишен служител на Централната банка на Гърция, през 50-те години участва активно в създаването на общ профсъюз на банковите служители. През 1963 година за пръв път е избран за депутат, а през 1981 – 1989 година е председател на Гръцкия парламент. В това качество от 10 до 30 март 1985 година изпълнява длъжността на президент на Гърция, след като редовният президент Константинос Георгиу Караманлис подава оставка.
Йоанис Алеврас умира от бронхопневмония на 6 април 1995 година в Атина.